# Лепушнічел
Лепушнічел (рум. Lăpușnicel) — село у повіті Караш-Северін в Румунії. Входить до складу комуни Лепушнічел.
Село розташоване на відстані 311 км на захід від Бухареста, 44 км на південний схід від Решиці, 116 км на південний схід від Тімішоари, 145 км на північний захід від Крайови.

## Населення
За даними перепису населення 2002 року у селі проживали 610 осіб, з них 609 осіб (99,8%) румунів. Усі жителі села рідною мовою назвали румунську.